# Pallone d'oro 1994

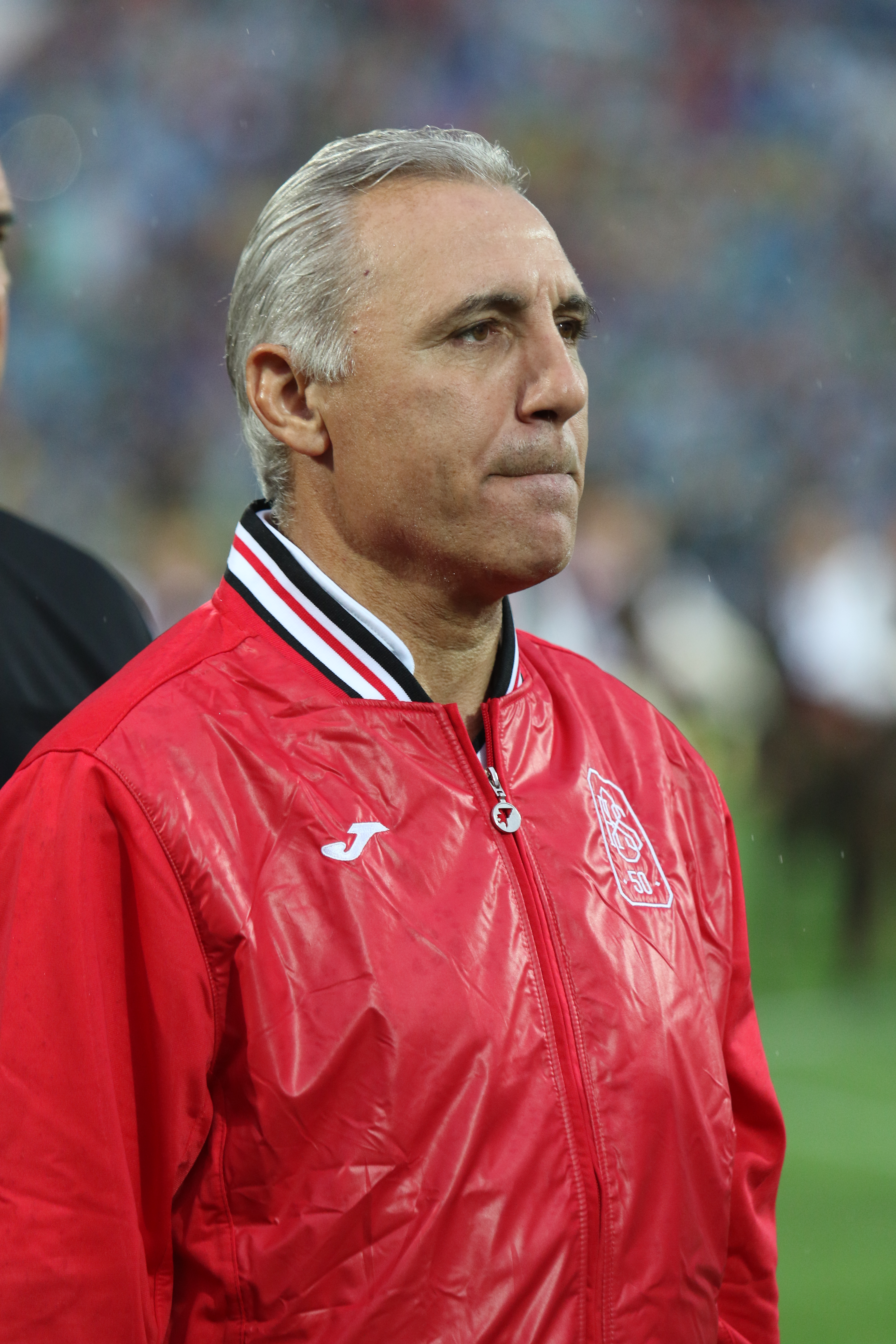
Hristo Stoičkov, vincitore del Pallone d'oro 1994

L’edizione 1994 del Pallone d'oro, 39ª edizione del premio calcistico istituito dalla rivista francese France Football, fu vinta dal bulgaro Hristo Stoičkov (Barcellona).
I giurati che votarono furono 49, provenienti da Albania, Armenia, Austria, Belgio, Bielorussia, Bosnia ed Erzegovina, Bulgaria, Cipro, Croazia, Danimarca, Estonia, Finlandia, Francia, Galles, Georgia, Germania, Grecia, Inghilterra, Irlanda, Irlanda del Nord, Islanda, Isole Fær Øer, Israele, Italia, Jugoslavia, Lettonia, Liechtenstein, Lituania, Lussemburgo, Macedonia, Malta, Moldavia, Norvegia, Paesi Bassi, Polonia, Portogallo, Repubblica Ceca, Romania, Russia, San Marino, Scozia, Slovacchia, Slovenia, Spagna, Svezia, Svizzera, Turchia, Ucraina e Ungheria.